# Thomas Allen
Thomas Allen (ou Alleyn) (Uttoxeter, Staffordshire, 21 de dezembro de 1542 — Oxford, 30 de setembro de 1632) foi um matemático e astrólogo inglês.

## Biografia
Allen ingressou no Trinity College, em Oxford, em 1561, e graduou-se como Masters of Arts em 1567. Em 1580 transferiu-se para o Gloucester Hall, também em Oxford e ficou famoso por seu conhecimento em antiguidades, filosofia e matemática.
Recebeu um convite de Henry Percy, conde de Northumberland, um grande amigo e patrono dos homens de ciência, e passou algum tempo na casa do conde, onde se familiarizou com o Thomas Harriot, John Dee e outros matemáticos famosos. Foi também íntimo de Sir Robert Cotton, William Camden, e seus associados antiquários.
Robert Dudley, conde de Leicester, tinha uma afeição particular por Allen, e teria lhe concedido um bispado não fosse a sua recusa pela oferta, preferindo continuar com o seu amor pela solidão. Sua grande habilidade em matemática e astrologia deu-lhe a fama de mago. O autor de Leicester's Commonwealth acusou-o de empregar a arte de "descobrir" para favorecer os projetos ilegais do conde de Leicester, e de utilizar a "magia negra" para forçar uma união entre o seu patrono e a rainha Elizabeth.
Allen foi um incansável coletor de manuscritos relacionados à história, antiguidade, astronomia/astrologia, filosofia e matemática. Uma parte considerável de sua coleção foi doada à biblioteca Bodleiana por Sir Kenelm Digby.
Morreu em Gloucester Hall, Oxford.

## Trabalhos
Publicou em latim, o segundo e o terceiro livros de Ptolomeu de Pelúsio, Sobre o Julgamento das Estrelas, ou, como é comumente chamado, da Construção Quadripartite, com uma Exposição. Escreveu também notas sobre De Scriptoribus M. Britanniae, de John Bale.

## Astrólogo
Allen foi notado como astrólogo para Robert Dudley, 1º Conde de Leicester, como Dee foi para a rainha Elizabeth. Foster acredita que Allen provavelmente conheceu Leicester através de Lady Paulet, esposa de Hugh Paulet, nascida Elizabeth Blount, que era viúva de Sir Thomas Pope, o fundador do Trinity College, Oxford.
 

Há um horóscopo sobrevivente de 62 páginas lançado para o adolescente Philip Sidney nos manuscritos de Ashmole na Biblioteca Bodleiana, no período 1570-2, quando ele estava estudando em Oxford, onde Leicester era chanceler, e foi atribuído a Allen; o caso também foi feito que foi por Dee. Uma ligação entre os dois é que Edward Kelley teria trabalhado brevemente para Allen. [ Allen definitivamente lançou um horóscopo natal para Robert Pierrepont (1584), e escalou também para William Herbert, 3º Conde de Pembroke, um chanceler posterior de Oxford, em 1626.